# Anisodes denticulata
Anisodes denticulata är en fjärilsart som beskrevs av George Francis Hampson 1895. Anisodes denticulata ingår i släktet Anisodes och familjen mätare. Inga underarter finns listade i Catalogue of Life.